# Jean-Paul Vonderburg
Jean-Paul Vonderburg (31 luglio 1964) è un ex calciatore svedese, di ruolo difensore.